# Moračnik
Moračnik (serbisch Морачник) ist eine gut zehn Hektar große Insel auf der montenegrinischen Seite des Skutarisees.
Am südlichen Ende befindet sich ein gleichnamiges serbisch-orthodoxes Kloster, das erstmals 1417 in einer Urkunde von Balša III. erwähnt wurde. Der mit einer Steinmauer umgebene Komplex besteht neben einer Kirche mit zentraler Kuppel aus einem heute verlassenen Wohngebäude samt Speisesaal und einem viergeschossigen Turm. Im Inneren der Kirche lassen sich auch noch heute Spuren von Wandmalereien aus dem 15. Jahrhundert finden.